# Sociale leer van de Rooms-Katholieke Kerk
De sociale leer van de Katholieke Kerk is een verzameling leerstellingen en  ontwikkeld door de Katholieke Kerk over vragen als armoede en rijkdom, de economie, sociale instituties en de rol van de staat. De katholieke sociale leer begon vorm te krijgen in de tweede helft van de 19e eeuw. Algemeen wordt aangenomen dat de katholieke sociale leer als herkenbaar en eigenstandig systeem is ontstaan met de publicatie, door paus Leo XIII, van de encycliek Rerum Novarum (Lat.: Over nieuwe dingen) in 1891. In 2004 verscheen het Compendium van de sociale leer van de Kerk dat een overzicht geeft van de standpunten van de Kerk in deze materie.
Volgens paus Benedictus XVI was het doel van de katholieke sociale leer om de rede te zuiveren en om hier en nu bij te dragen aan het erkennen en bereiken van wat juist is. Volgens paus Johannes Paulus II vormen menselijke waardigheid, solidariteit en subsidiariteit de hoekstenen van de katholieke sociale leer. Deze fundamenten vinden op hun beurt weer hun oorsprong in de joodse wet, de boeken van de oudtestamentische profeten en de lessen van Jezus Christus uit het Nieuwe Testament.
De katholieke sociale leer staat bekend om de kritiek op modernistische sociale en politieke ideologieën als het liberalisme, het socialisme, het communisme, het libertarisme, het kapitalisme, het nationaalsocialisme en het populisme die de pausen in de loop der jaren hebben geleverd.

## Geschiedenis en ontwikkeling
Hoewel de principes van de katholieke sociale leer via de filosofie (Thomas van Aquino) en theologie (Augustinus) al vele eeuwen teruggaan is de katholieke sociale leer pas sinds het einde van de 19e eeuw een zelfstandig geheel. Sinds de publicatie van Rerum Novarum hebben verschillende pausen hun gedachten aan de sociale leer toegevoegd door middel van hun eigen encyclieken.

### Leo XIII
De encycliek Rerum Novarum schetste de uitwassen van de industriële revolutie en bekritiseerde de op het kapitalisme gebaseerde orde als oorzaak van de ellende en de politieke ideologie van het liberalisme vanwege haar ondersteuning van het kapitalisme. Tegelijkertijd wees de paus de klassenstrijd af en de ideologieën die haar steunden, socialisme en communisme. In plaats daarvan wees de encycliek op het belang van eerlijke lonen en afdoende bezitvorming voor de arbeider. Ook steunde de paus de vorming van vakbonden op katholieke grondslag en gaf hij steun aan christendemocratische politieke ideeën.

### Pius XI
Nadat in 1929 de Grote Depressie was uitgebroken, schreef paus Pius XI in 1931 de encycliek Quadragesimo Anno (Lat.: Veertig jaar later). Hierin werd het financiële kapitalisme van Wall Street veroordeeld. Tegelijkertijd probeerde paus Pius XI de katholieke visie op de economie scherper te definiëren, vooral op het gebied van de lonen en de sociale rechtvaardigheid.

### Johannes XXIII
Onder paus Johannes XXIII ging het Tweede Vaticaanse Concilie van start. Dit concilie heeft grote gevolgen gehad voor de houding van de Kerk op velerlei gebied, zo ook op het gebied van de katholieke sociale leer. In Mater et Magistra (Lat.: Moeder en lerares) (1961), besteedde Johannes XXIII aandacht aan de verhouding tussen arme en rijke landen en aan ontwikkelingshulp. In Pacem in Terris (Lat.: Vrede op Aarde) werd de nadruk gelegd op de verhouding tussen wereldvrede enerzijds en rechten en verantwoordelijkheden anderzijds.

### Paulus VI
Paus Johannes XXIII overleed in 1963 toen het Tweede Vaticaanse Concilie in volle gang was. Zijn opvolger Paulus VI zette het concilie voort. Onder zijn auspiciën brachten de bisschoppen in 1965 de pastorale constitutie Gaudium et Spes (Lat.: Vreugde en Hoop) tot stand. Hierin werd het recht op menselijke waardigheid vastgelegd en solidariteit met de zwakkeren in de samenleving, en de mensen die hen hielpen, tot belangrijk doel verheven. Aan het einde van hetzelfde jaar werd Dignitatis humanae (Lat.: Over de waardigheid van de menselijke persoon) uitgegeven, waarin het recht op godsdienstvrijheid voor allen werd beleden. De pauselijke encycliek Populorum Progressio (Lat.: De ontwikkeling der volkeren) uit 1967 was gericht op de ontwikkeling van arme landen en de invloed daarvan op de vrede. De encycliek maakte veel los, vooral in derde wereld, omdat er gewezen werd op de plicht van de rijke om de arme te helpen.

### Johannes Paulus II
Paus Johannes Paulus II zette de lijn van zijn voorganger door. In 1981 verscheen de encycliek Laborem Exercens (Lat.: Over de menselijke arbeid) waarin nogmaals benadrukt werd dat het recht op privé-eigendom ondergeschikt is aan de universele bestemming van goederen, dat wil zeggen aan het idee dat ieder mens recht heeft op een bestaansminimum aan bezit. Andere encyclieken die paus Johannes Paulus II schreef op het gebied van de sociale leer waren Centesimus Annus (Lat.: Het honderdste jaar) en Sollicitudo Rei Socialis (Lat.: Over de sociale zorg).

### Franciscus
Paus Franciscus heeft in zijn encycliek Laudato si' gewezen op het feit dat we ons gemeenschappelijk huis niet mogen verwoesten. De komende generaties zijn van ons afhankelijk. Hij hield hierin dus een sterk pleidooi voor duurzaamheid.

## Basisprincipes van de katholieke sociale leer
Hoewel er geen officieel erkende lijst van principes is, kunnen toch enkele basisprincipes van de katholieke sociale leer onderscheiden worden.

### Menselijke waardigheid
Het belangrijkste principe is gegrondvest op de katholieke visie op de menselijke persoon. Centraal in deze visie is dat de mens geschapen is in het evenbeeld van God en dat de mens daarom beschikt over een onvervreemdbare individuele menselijke waardigheid. Daarmee verbonden is het idee dat de mens niet zomaar iets is, maar iemand (een persoon). De katholieke visie op de mens acht deze in staat tot zelfkennis, persoonlijke ontwikkeling en het aangaan van relaties met anderen.

### Complementariteit
De katholieke leer erkent dat mannen en vrouwen verschillend zijn en daarom verschillende, maar complementaire rollen te vervullen hebben. De beide seksen moeten elkaar respecteren en ondersteunen in hun rol.

### Solidariteit
Solidariteit is het zich inzetten voor het algemeen belang en niet slechts het tijdelijk verminderen van het leed van anderen. Benadrukt wordt dat de mens afhankelijk is van andere mensen en dat iedereen met elkaar verbonden is.

### Liefdadigheid
In de encycliek Caritas in Veritate (Lat.: Liefde in waarheid) wordt liefdadigheid naar voren gehaald als een van de belangrijkste principes, die door Jezus zelf als samenvatting van de wet werd beschouwd. Omdat liefde op zichzelf niet doeltreffend kan zijn, dient zij door de Waarheid vergezeld te worden.

### Subsidiariteit
Subsidiariteit houdt in dat wat mensen als individu zelf kunnen regelen ook aan hen overgelaten wordt. Als individuen tekortschieten dan dienen taken in eerste instantie aan de lokale gemeenschap te worden overgedragen, dan pas aan de overheid. Hierbij geldt dat eerst een lagere overheid, en dan pas hogere overheden, aan bod komt.

### Distributisme
Distributisme is de visie van de sociale leer op het bezit van bedrijven. Het bezit van bedrijven moet zo breed mogelijk over de bevolking worden verdeeld. Ook een nadruk op antitrust en coöperatieve banken en bedrijven zijn onderdeel van het distributisme.

### Duurzaamheid
Duurzaamheid is de leer dat de wereld eindig is, en we niet kunnen doen alsof we alles in overvloed hebben. Grote crises komen wanneer we de aarde uitputten.